# Yuzo Kanemaru
Yuzo Kanemaru (金丸 祐三 (Kanemaru Yūzō?); 18 settembre 1987) è un velocista giapponese.

## Palmarès
| Anno | Manifestazione      | Sede           | Evento      | Risultato  | Prestazione | Note |
| ---- | ------------------- | -------------- | ----------- | ---------- | ----------- | ---- |
| 2005 | Campionati asiatici | Incheon        | 400 m piani | Oro        | 46"04       |      |
| 2005 | Campionati asiatici | Incheon        | 4x400 m     | Oro        | 3'03"51     |      |
| 2006 | Mondiali juniores   | Pechino        | 400 m piani | 7º         | 46"70       |      |
| 2006 | Mondiali juniores   | Pechino        | 4x400 m     | 8º         | 3'16"61     |      |
| 2006 | Giochi asiatici     | Doha           | 400 m piani | 4º         | 46"47       |      |
| 2006 | Giochi asiatici     | Doha           | 4x400 m     | 4º         | 3'07"07     |      |
| 2007 | Mondiali            | Osaka          | 400 m piani | Batteria   | dnf         |      |
| 2008 | Giochi olimpici     | Pechino        | 400 m piani | Batteria   | 46"39       |      |
| 2009 | Universiadi         | Belgrado       | 400 m piani | Oro        | 45"68       |      |
| 2009 | Universiadi         | Belgrado       | 4x400 m     | Bronzo     | 3'06"46     |      |
| 2009 | Mondiali            | Berlino        | 400 m piani | Batteria   | 46"83       |      |
| 2009 | Campionati asiatici | Guangzhou      | 400 m piani | Argento    | 46"60       |      |
| 2009 | Campionati asiatici | Guangzhou      | 4x400 m     | Oro        | 3'04"13     |      |
| 2010 | Giochi asiatici     | Guangzhou      | 400 m piani | Argento    | 45"32       |      |
| 2010 | Giochi asiatici     | Guangzhou      | 4x400 m     | Argento    | 3'02"43     |      |
| 2011 | Campionati asiatici | Kōbe           | 400 m piani | Bronzo     | 46"38       |      |
| 2011 | Campionati asiatici | Kōbe           | 4x400 m     | Oro        | 3'04"72     |      |
| 2011 | Mondiali            | Taegu          | 400 m piani | Semifinale | 46"11       |      |
| 2011 | Mondiali            | Taegu          | 4x400 m     | Batteria   | 3'02"64     |      |
| 2012 | Giochi olimpici     | Londra         | 400 m piani | Batteria   | 46"01       |      |
| 2012 | Giochi olimpici     | Londra         | 4x400 m     | Batteria   | 3'03"86     |      |
| 2013 | Campionati asiatici | Pune           | 400 m piani | Bronzo     | 45"95       |      |
| 2013 | Campionati asiatici | Pune           | 4x400 m     | Argento    | 3'04"46     |      |
| 2013 | Mondiali            | Mosca          | 400 m piani | Semifinale | 46"28       |      |
| 2013 | Mondiali            | Mosca          | 4x400 m     | Batteria   | 3'02"43     |      |
| 2014 | Mondiali indoor     | Sopot          | 4×400 m     | Batteria   | 3'12"63     |      |
| 2014 | World Relays        | Nassau         | 4x400 m     | 10º        | 3'03"24     |      |
| 2014 | Giochi asiatici     | Incheon        | 400 m piani | 4º         | 46"04       |      |
| 2014 | Giochi asiatici     | Incheon        | 4x400 m     | Oro        | 3'01"88     |      |
| 2015 | Campionati asiatici | Wuhan          | 4x400 m     | Bronzo     | 3'03"47     |      |
| 2015 | Mondiali            | Pechino        | 400 m piani | Batteria   | 45"65       |      |
| 2015 | Mondiali            | Pechino        | 4×400 m     | Batteria   | 3'02"97     |      |
| 2016 | Giochi olimpici     | Rio de Janeiro | 400 m piani | Batteria   | 48"38       |      |
| 2017 | Mondiali            | Londra         | 4×400 m     | Batteria   | 3'07"29     |      |